# Stretto di Naruto
Lo stretto di Naruto (鳴門海峡?, Naruto Kaikyō) è uno stretto fra l'isola Awaji e l'isola di Shikoku in Giappone. Collega Harima-nada (播磨灘?) (un'area del mare interno di Seto) con il canale di Kii.
È attraversato dal ponte Ōnaruto, che è la parte meridionale del ponte di Akashi Kaikyō. Una famosa caratteristica dello stretto è il vortice di Naruto.

## Geografia
Lo stretto è situato tra la punta nord orientale dell'isola di Shikoku, dove si trovano le piccole isole Ōgejima (大毛島?) e Shimadajima (島田島?), amministrativamente parte della città di Naruto nella prefettura di Tokushima, e la zona sud dell'isola di Awaji, parte della città di Minamiawaji nella prefettura di Hyōgo.
La zona è parte del Parco Nazionale Setonaikai (瀬戸内海国立公園?, Setonaikai Kokuritsu Kōen) che comprende gran parte del mare interno di Seto e delle coste limitrofe.
La differenza di profondità tra le acque del mare interno di Seto, circondate dalla terraferma, e quelle dell'Oceano Pacifico genera delle correnti particolarmente rapide nello stretto che, a causa della conformazione topografica del fondo marino, creano un ampio gorgo noto come il vortice di Naruto.
Le piccole isole Ōgejima e Shimadajima sono separate dalla città di Naruto, sull'isola di Shikoku, da uno stretto canale lungo circa 8 km chiamato piccolo stretto di Naruto (小鳴門海峡?, Konaruto Kaikyō).

### Collegamenti
Lo stretto è attraversato dal ponte Ōnaruto la cui costruzione fu terminata nel 1985. La progettazione richiese diversi anni di studio perché la presenza del ponte non danneggiasse il fenomeno naturale del vortice di Naruto. Hadakajima (裸島?), un'isoletta attigua a Ōgejima, venne usata come base per uno dei pilastri fondanti.
 

Nella parte inferiore del ponte è stato aperto nel 2000 un passaggio pedonale chiamato uzunomichi (渦の道?) destinato all'osservazione del gorgo sottostante.

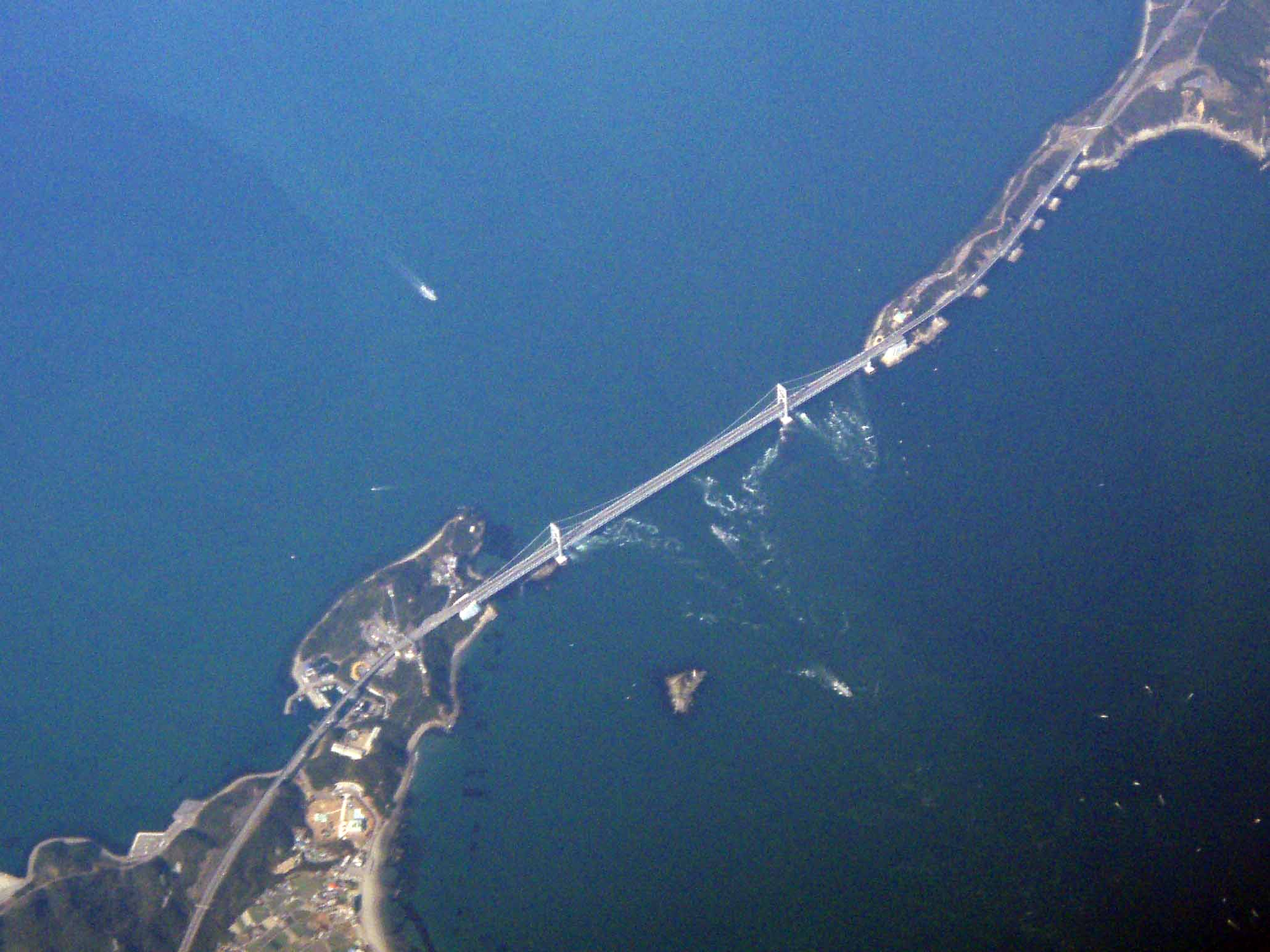
Lo stretto visto dal satellite: si può notare al centro il ponte Ōnaruto
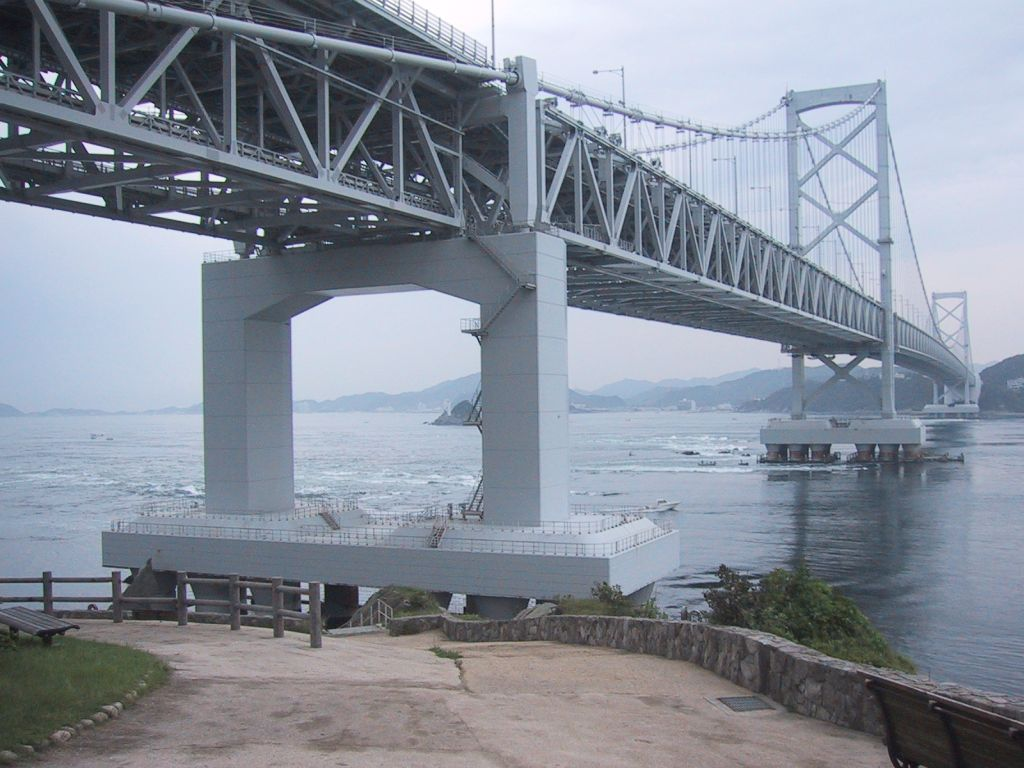
Lo stretto visto dall'isola di Awaji
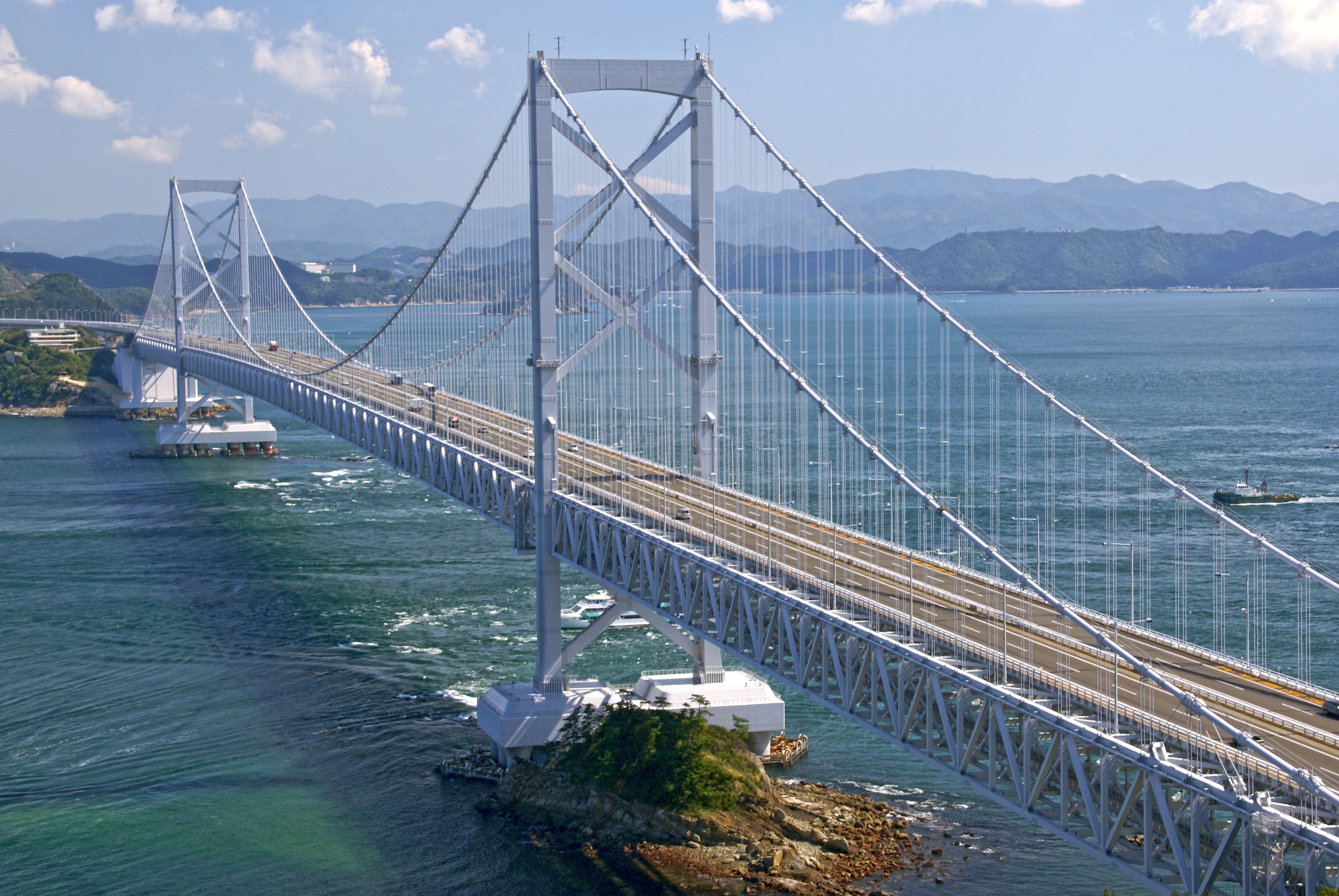
Lo stretto visto da Shikoku. Si nota Hadakajima su cui poggia uno dei pilastri
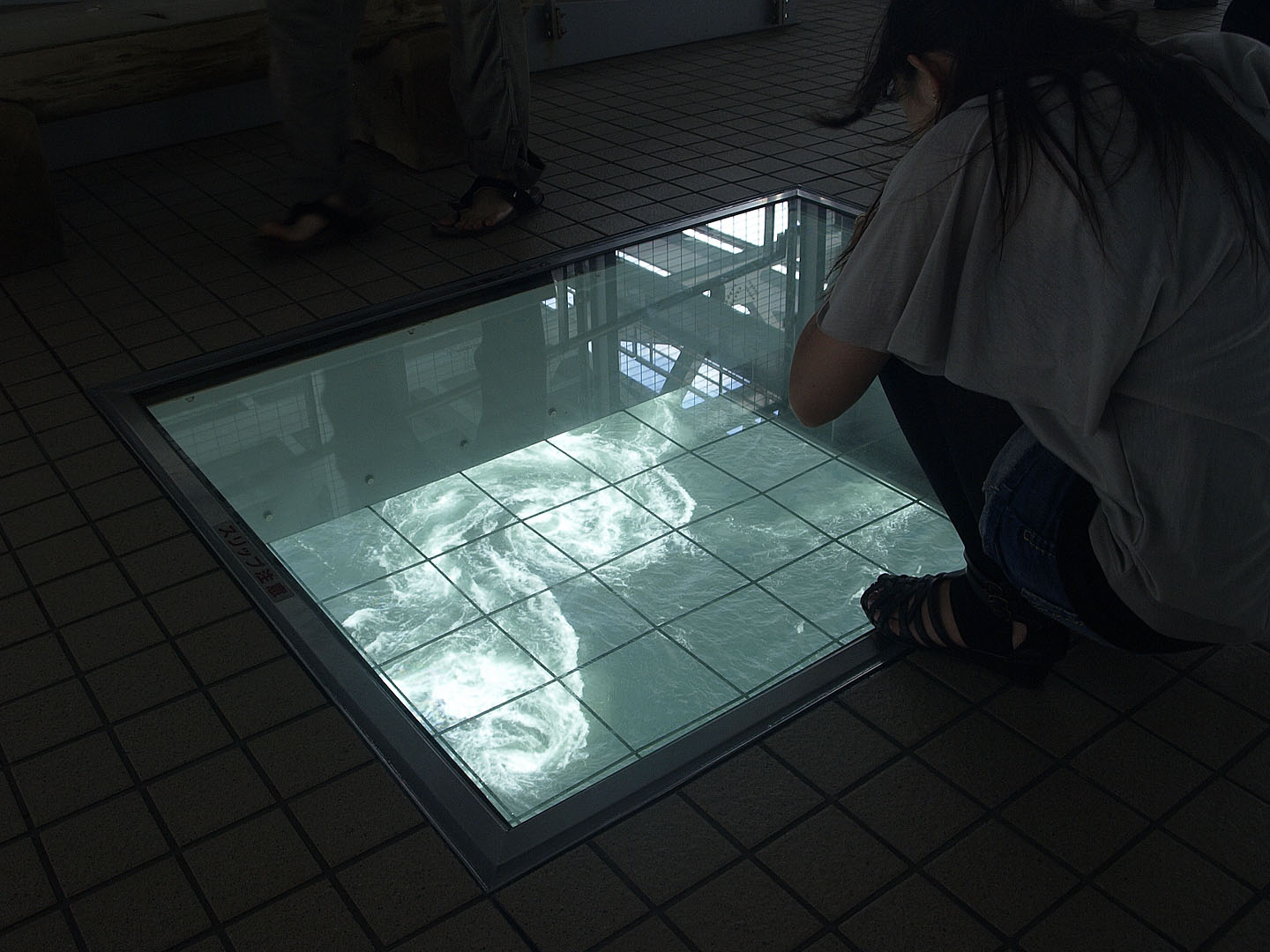
Osservazione dei vortici dall'uzunomichi, nella parte inferiore del ponte Ōnaruto
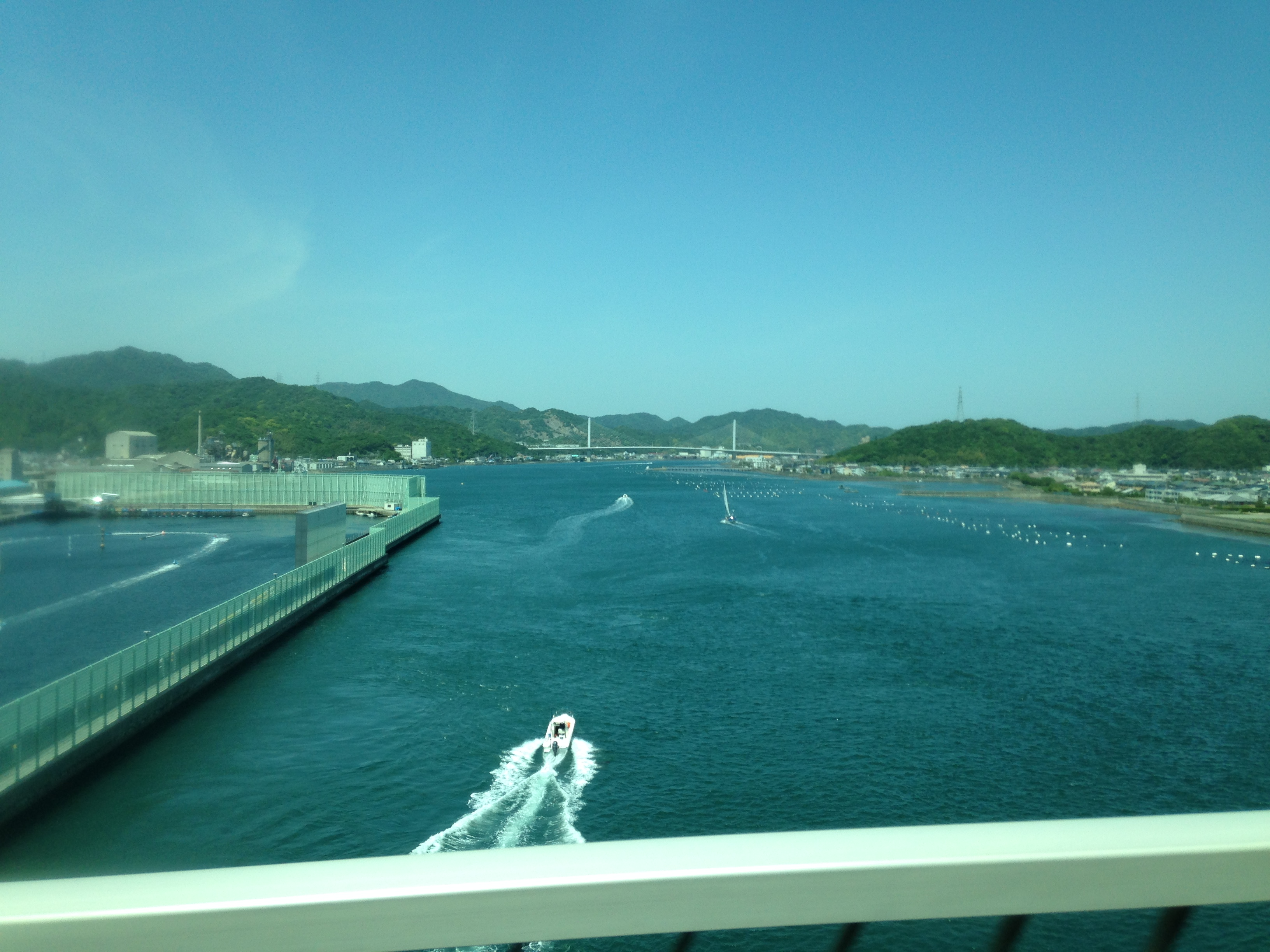
Konaruto Kaikyō visto dal ponte Konaruto bashi